# Stefan Öhman
Lars Bertil Stefan Öhman, född 5 maj 1976 i Själevads församling, Örnsköldsviks kommun är en svensk-finsk före detta ishockeyspelare. Han spelade i Elitseriehockey med både moderklubben Modo Hockey och IF Björklöven samt Tappara och Esbo Blues i FM-ligan.
Mellan 2003 och 2011 spelade Öhman i den finska FM-ligan, varav fyra säsonger vardera i Tappara och Esbo Blues. Den 6 juli 2011 meddelade företrädare för allsvenska IK Oskarshamn att de skrivit på ett tvåårskontrakt med Öhman. Inför sin första säsong i Sverige på länge drog Öhman av hälsenan och säsongen 2011/2012 resulterade därför endast i 23 matcher. Under Öhmans andra säsong i Oskarshamn blev han utsedd till lagkapten och blev sedan tilldelad priset som bästa spelare i Oskarshamn.
Inför säsongen 2013/2014 återvände Öhman till IF Björklöven med ett tvåårskontrakt. Den 27 mars 2017 meddelades det att Öhman avslutade sin karriär för att bli fystränare i Björklöven.
Stefan är bror till Jens Öhman. 

## Klubbar
- Modo Hockey 1993 – 1995 Juniorallsvenskan, J20 SuperElit
- IF Björklöven 1995 – 1996 J20 SuperElit, Division 1
- Modo Hockey 1996 – 1997 J20 SuperElit, Elitserien
- IF Björklöven 1997 – 1999 Division 1, Elitserien
- Modo Hockey 1999 – 2003 Elitserien
- Tappara 2003 – 2007 FM-ligan
- Esbo Blues 2007 – 2011 FM-ligan
- IK Oskarshamn 2011 – 2013 Hockeyallsvenskan
- IF Björklöven 2013 – 2017 Hockeyallsvenskan